# Angela Springmann
Angela Springmann (* 1960) ist eine deutsche Filmeditorin.
Angela Springmann war zunächst ab 1998 Schnitt-Assistentin und wurde dann als Filmeditorin beim Südwestrundfunk tätig. Zu ihren Arbeiten gehören überwiegend Fernsehfilme, darunter diverse Tatort-Episoden.

## Filmografie (Auswahl)
- 2002: Der Rattenkönig
- 2007: Tatort: Engel der Nacht
- 2007: Tatort: Fettkiller
- 2009: Tatort: Tödlicher Einsatz
- 2009: Tatort: Herz aus Eis
- 2010: Tatort: Tod auf dem Rhein
- 2010: Tatort: Bluthochzeit
- 2011: Tatort: Tödliche Ermittlungen
- 2011: Tatort: Im Netz der Lügen
- 2012: Tatort: Nachtkrapp
- 2013: Tatort: Die schöne Mona ist tot
- 2014: Tatort: Blackout
- 2015: Tatort: Côte d’Azur